# Не забудь озирнутися
«Не забудь озирнутися» (рос. Не забудь оглянуться) — радянський телефільм 1988 року, знятий режисером Олександром Воропаєвим на ТО «Екран»

## Сюжет
Павло Набатніков, який воював в Афганістані, повертається до свого села, вирішивши поставити на батьківському згарищі новий будинок для того, щоб зробити перший крок до відродження покинутого села.

## У ролях
- Володимир Ільїн — Павло Набатніков, афганець
- Олена Кондратьєва — Даша Погарцева
- Сергій Реммех — Станіслав Погарцев, лісник
- Федір Шмаков — Філіп Кузьмич
- Ія Арепіна — дружина Філіпа Кузьмича
- Володимир Литвинов — Валерій Валерійович Кузьменко, голова колгоспу
- Михайло Янушкевич — Тяпа, шабашник
- Олександр Корженков — замполіт
- Галина Левіна — дружина замполіта
- Анатолій Скорякін — «Пузирь», шабашник
- Ігор Суровцев — водій
- Михайло Розанов — шабашник
- Володимир Мишкін — шабашник
- Віктор Поляков — епізод
- Ігор Махров — Шабашник
- Юрій Доронін — Костя Хрест
- В. Новиков — епізод
- Григорій Фірсов — Шабашник
- А. Богдалов — епізод
- Володимир Валов — епізод
- А. Горбачова — епізод
- А. Горбачова — епізод
- М. Горбачова — епізод
- Вадим Гусєв — водій
- Володимир Д'ячков — епізод
- Олексій Єлизаветський — новий наречений
- Володимир Єпископосян — житель кишлаку
- Олег Заболотний — провідник
- Олександр Карпенко — епізод
- Гелена Кирик — наречена Грудініна
- Ігор Класс — генерал
- І. Меркушин — епізод
- Андрій Морозов — афганець
- Вадим Померанцев — військком
- В. Пономарьов — епізод
- Володимир Приходько — міліціонер
- Олександр Силін — епізод
- Михайло Симаконь — Шабашник
- Костянтин Степанов — Юра Грудінін
- Анатолій Чуб — лікар
- Олег Щербінін — афганець
- Павло Строєв — хлочик з автоматом
- Інна Філімонова — дочка
- Юлія Філімонова — дочка
- Дмитро Бєлишев — красень

## Знімальна група
- Режисер — Олександр Воропаєв
- Сценарист — Ернст Сафонов
- Оператор — Олександр Фомін
- Композитор — Володимир Мартинов